# Битва при Лесной
Битва при Лесной — сражение во время Северной войны, произошедшее вблизи деревни Лесная (ныне в Славгородском районе Могилёвской области) 28 сентября (9 октября) 1708 года.
В результате сражения корволант (летучий корпус) под командованием Петра I разбил шведский корпус генерала Адама Левенгаупта. Эта победа, по словам Петра I, стала «матерью Полтавской победы».

## Предыстория
В 1708 году шведский губернатор Лифляндии генерал от инфантерии Адам Левенгаупт получил приказ Карла XII собрать войска из крепостных гарнизонов Лифляндии и Курляндии и идти на соединение с главной армией короля, который готовился вторгнуться в пределы Русского царства. 22 сентября (3 октября) 1708 года отряд Левенгаупта (12 или 16 тысяч человек, до 7 тысяч повозок, 16―17 орудий) переправился через Днепр у Шклова и направился к Пропойску. Историк Артамонов приводит цифры 8 тыс. пехотинцев, 2 тыс. кавалерии, 2,9 тыс. драгун, 16 орудий, а кроме обоза отряд гнал с собой громадное стадо скота — для кормления армии. Громадный обоз сковывал движение отряда, и он проходил в день 6-8 км. Шведский историк Энглунд пишет, что корпус состоял из 7,5 тысяч пехотинцев и 5 тысяч кавалеристов (учитывая драгун) и имел 16 орудий.
Тем временем после Кавалерийского боя у Раевки Карл XII ещё 14 (25) сентября 1708 года принял решение отказаться от похода на Смоленск и повернуть на Украину. Причин для такого решения было достаточно: шведская армия испытывала острый недостаток провианта и фуража, запасы которых необходимо было пополнить; на Украине не было сильных военных гарнизонов, а значит, можно было спокойно отдохнуть и подождать корпус Левенгаупта. Рассчитывал Карл XII и на поддержку казаков, которых украинский Гетман Иван Мазепа обещал привести до 20 тыс.; кроме того, он надеялся наладить более тесные контакты с крымским ханом и прошведски настроенными поляками.

Отказавшись дождаться соединения с отрядом Левенгаупта, король Карл XII совершил стратегическую ошибку, позволил русским бить его армию по частям.

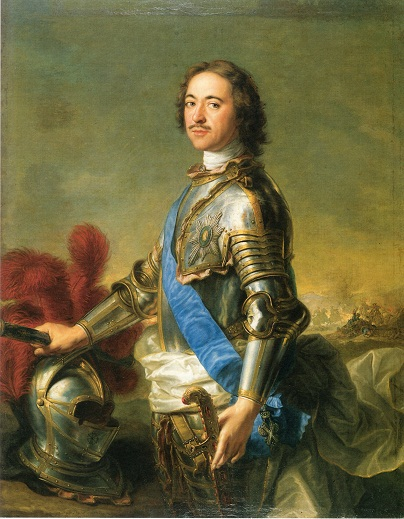
Пётр Великий. Ж.-М. Натье.1717 год

Уклонение Карла XII к югу удаляло его от корпуса Левенгаупта, чем и решил воспользоваться Пётр I. Послав в преследование шведской армии Карла XII основные силы русской армии под началом генерал-фельдмаршала Бориса Шереметева, Пётр I, полагая силу отряда Левенгаупта в 8 тысяч человек, направил против него корволант Александра Меншикова (7197 человек кавалерии, включая «Лейб-регимент» князя и 5149 человек пехоты, посаженной на коней) и возглавил его лично.
Обманутый ложным проводником насчёт направления движения противника, Пётр I первоначально двинулся к Днепру, однако вскоре узнал о переправе отряда Левенгаупта у Шклова и движении его к Пропойску. 
В преследование была отправлена вся кавалерия (для ускорения марша пехота была посажена на лошадей), которая настигла арьергард Левенгаупта 25 сентября (6 октября) 1708 года. На следующий день Левенгаупт, отправив вперёд обоз, отбил русские атаки и переправился через р. Реста, где удерживался до ночи 27 сентября, а затем сосредоточился у деревни Лесная. Одновременно он отправил часть обоза под прикрытием 3-тысячного отряда (2 батальона пехоты, 3 полка и 1 эскадрон кавалерии) к Пропойску.
Только после столкновения с противником Пётр I узнал силу отряда Левенгаупта (15―16 тысяч). На военном совете 26 сентября было решено послать за корпусом генерал-поручика Родиона Баура (4 тысяч кавалерии), стоявшим в Кричеве, и ждать его 2 дня. А по истечении срока атаковать шведов наличными силами, а для разрушения переправ через р. Сож в районе Пропойска направлены были 700 драгун бригадира Фастмана.
Приказ идти против обоза генерала Левенгаупта получил также генерал-майор Николай фон Верден, стоявший в Моготово южнее Смоленска с 16 пехотными батальонами, однако он не успел к месту сражения.

## Состав шведского «Прибалтийского корпуса»

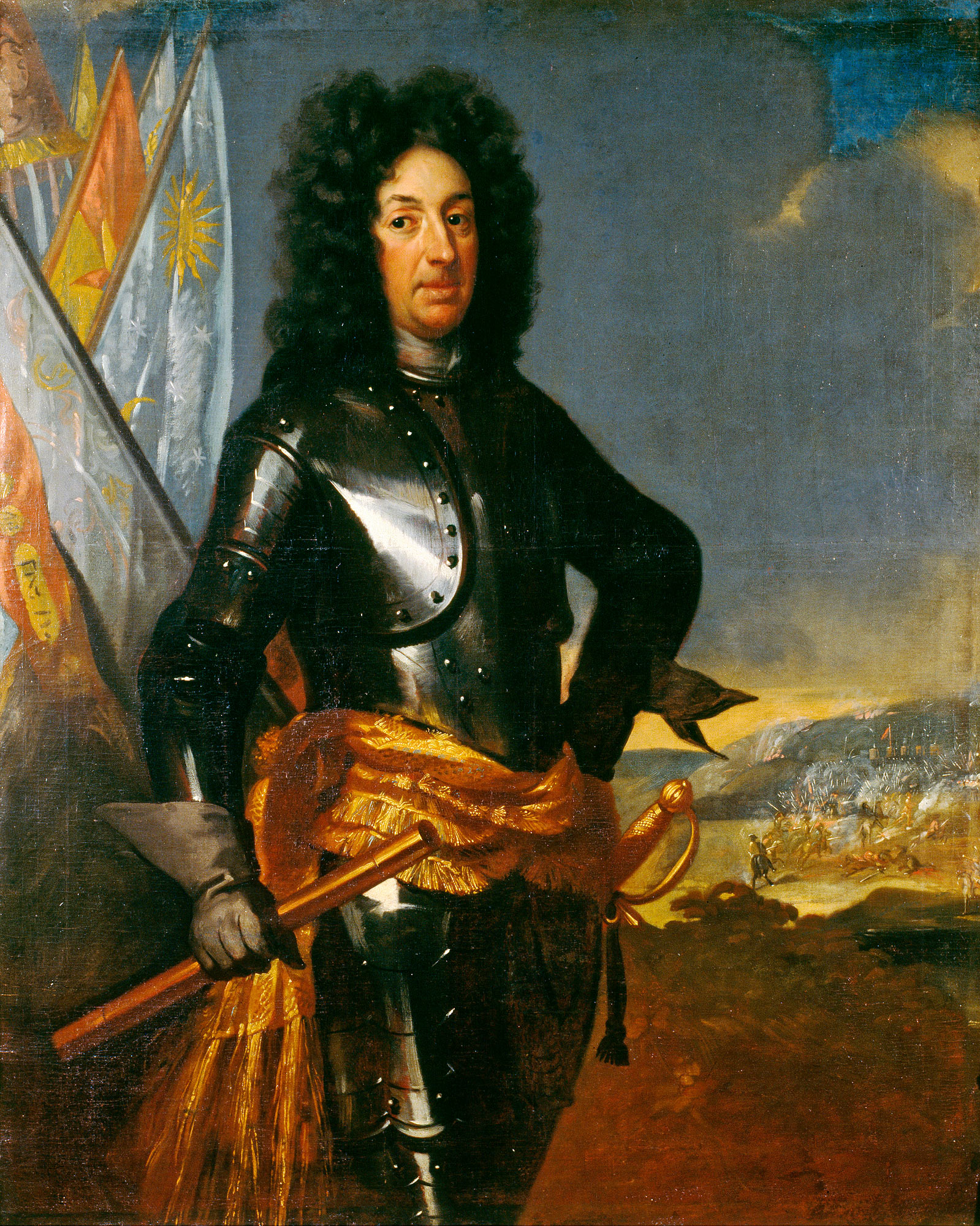
Адам Людвиг Левенгаупт

### Пехота
- Хельсингский полк (Hälsinge regemente) (1160 чел.)
- Бьёрнеборгский полк (Björneborgs regemente) (900 чел.)
- Уппландский, Вестманландский и Даларнаский третьеочередной полк (Upplands, Västmanlands och Dalarnas (tremänningsregemente)) (980 чел.)
- Обосский, Бьёрнеборгский и Нюландский третьеочередной полк (Åbos, Björneborgs och Nylands tremänningsregemente) (900 чел.)
- Смоландский третьеочередной полк (Smålands tremänningsregemente) (600 чел.) — воинская часть слабой боеспособности; фактически ополчение.
- Лифляндский и Эзельский пехотный полк (Livlands och Ösels infanteriregemente) (880 чел.)
- Оболандский полк (Åbolands regemente) (500 чел.)
- Нюландский полк (Nylands regemente) (500 чел.)
- Эстерботтенский полк (Österbottens regemente) (600 чел.) — полк финско-шведского комплектования, известный с 1620 г.; достаточно сильная воинская часть.
- Нерке-Вермландский третьеочередной полк (Närke-Värmlands tremänningsregemente) (400 чел.) — несмотря на известное название, это был «третьеочередной» батальон полка (по сути ополчение).
- Эзельский пехотный батальон (Öselska infanteribataljonen) (580 чел.)
- Артиллерийский полк (Artilleriregementet) — артиллерийская рота (50 чел.)

Всего: 8050 чел.

### Кавалерия
- Лифляндский дворянский эскадрон» (Livländska Adelsfanan) (200 чел.) — несмотря на иррегулярный характер комплектования и слабую дисциплину, очень боеспособное подразделение.
- Обоский и Бьёрнеборгский ленский кавалерийский полк (Åbo och Björneborgs läns kavalleriregemente) (1000 чел.)
- Карельский драгунсий полк (Karelska dragonregementet) (800 чел.)
- Уппландский постоянный драгунский полк (Upplands ståndsdragonregemente) (800 чел.) — сильный шведский драгунский полк.
- Лифляндский вербованный драгунский полк фон Шлиппенбаха (Schlippenbachs livländska värvade dragonregemente) (600 чел.) — несмотря на небольшую численность, сильная кавалерийская часть.
- Лифляндский вербованный драгунский полк фон Шрейтерфельта (Schreiterfelts livländska värvade dragonregemente) (600 чел.) — достаточно боеспособная кавалерийская часть из наёмников — курляндцев и лифляндцев.
- Карельский поселённый драгунский эскадрон (Karelska lantdragonskvadronen) (300 чел.) — подразделение средней боеспособности, от Карельского драгунского полка отличалось способом комплектования.
- Скогский лифляндский драгунский эскадрон (Skoghs livländska dragonskvadron) (300 чел.)
- Эзельский постоянный драгунский эскадрон (Öselska ståndsdragonskvadronen) (300 чел.)

Всего: 4900 чел.

### Итого
Всего пехоты и кавалерии, включая драгун: 12 950 чел.

## Ход битвы
28 сентября (9 октября) 1708 года (29 сентября по шведскому стилю) отряд А. Л. Левенгаупта готовился к переправе через речку Леснянку. Зная о присутствии русского корпуса, шведы заняли позиции на высотах у деревни: 6 батальонов заняли передовую позицию, остальные — главную, впереди Лесной, тылом к реке Леснянка. Левенгаупт планировал отбивать атаки русских до тех пор, пока не будет переправлен обоз. Вместе с Левенгауптом в отряде находились генерал-майор пехоты Б. О. Стакельберг и генерал-майор кавалерии В. А. Шлиппенбах.

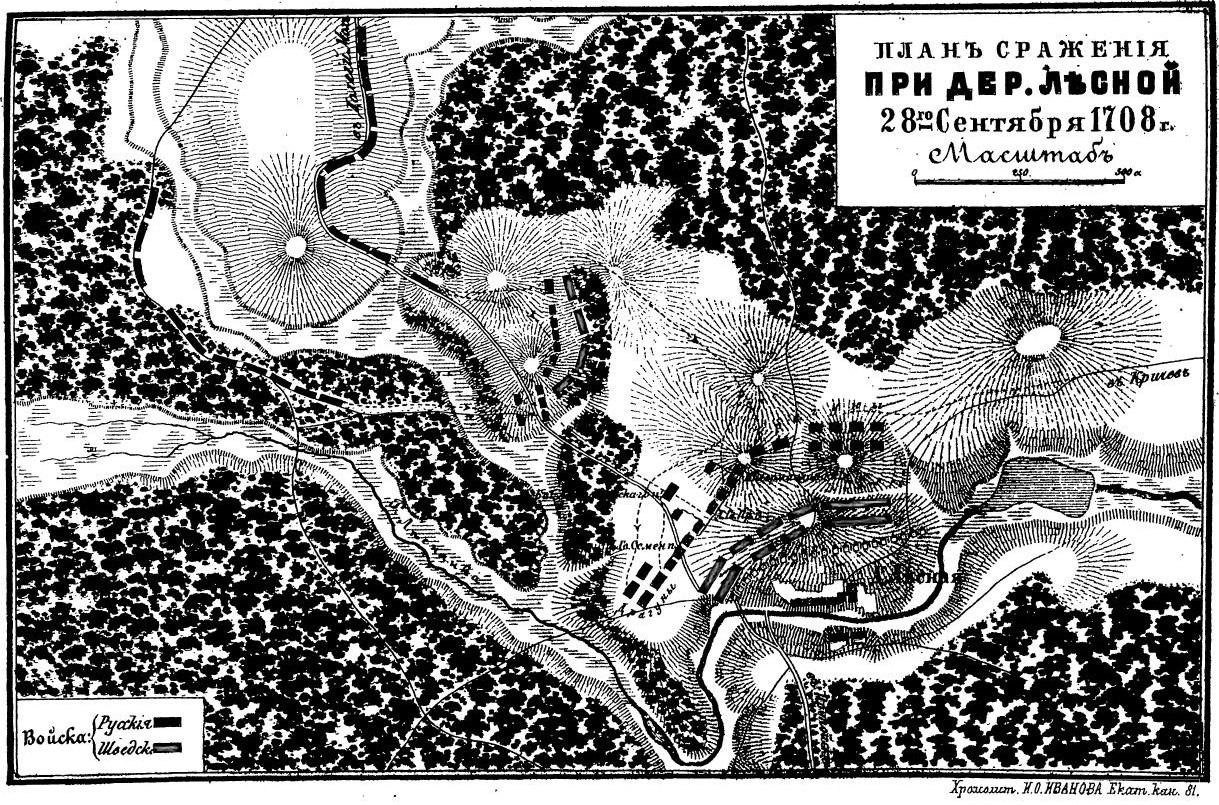
План сражения при дер. Лесной, 1708

Корволант продвигался к месту битвы двумя колоннами под началом А. Д. Меншикова и Петра I по лесным дорогам. Чтобы дать возможность русским полкам выйти из леса и построиться для боя, вышедший на поле первым Невский драгунский полк полковника Кемпбелла вынужден был атаковать противника с ходу, в конном строю, при этом в ходе нескольких атак он понёс большие потери (из 604 человек убито и ранено 338 — 56 %). По другой оценке, именно в конном строю и необходимо было атаковать не успевших приготовиться шведов, однако последние всё-таки успели построиться в каре и отбить атаку. В помощь полку Кемпбелла быстро выдвинулась русская гвардия генерал-майора М. М. Голицына, которая сбила шведов с передовой позиции. Шведы отошли к основной линии. Русский корволант сумел выйти на широкое поле и начал построение в боевой порядок в 1 км от шведской линии.

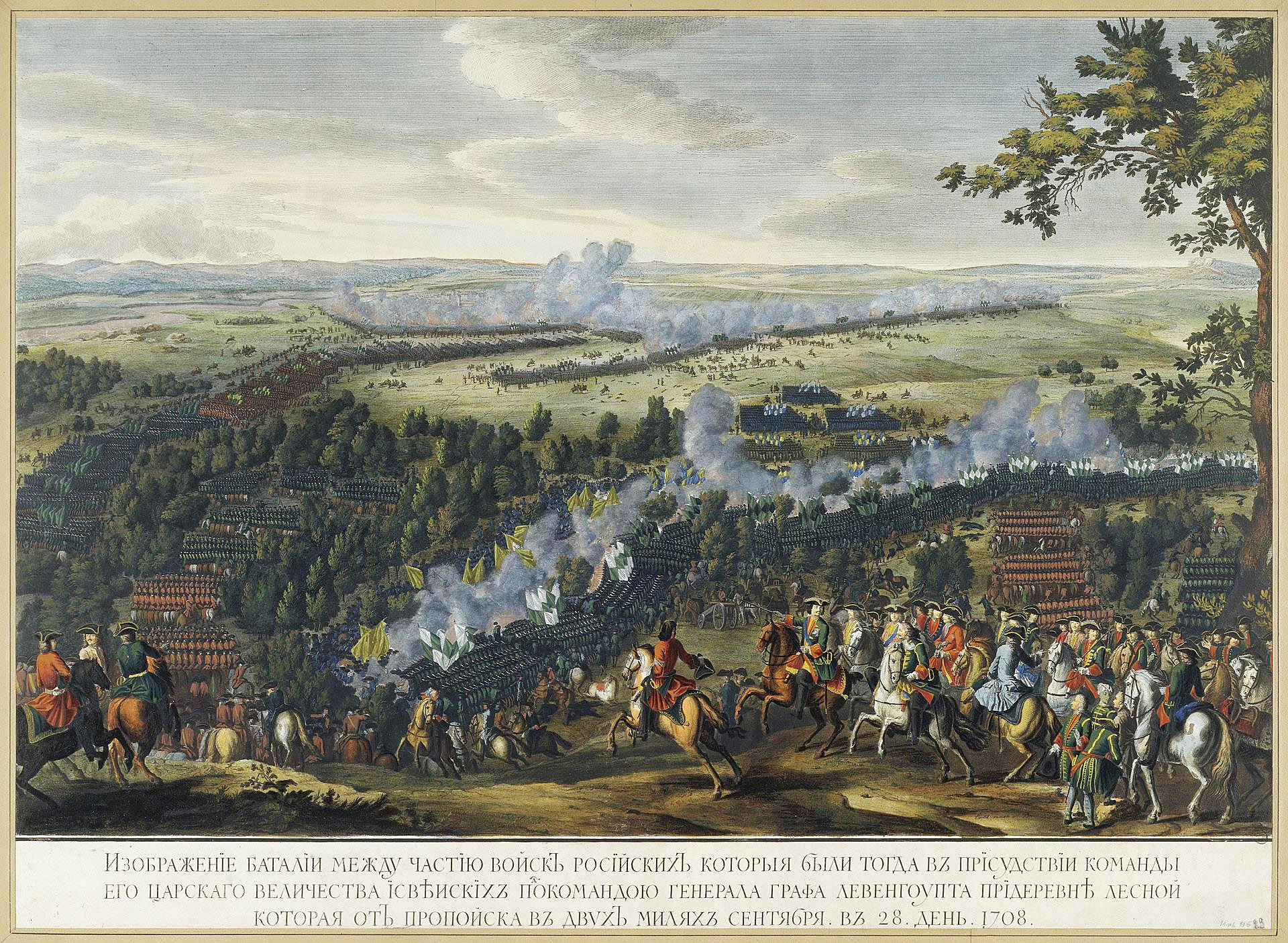
Баталия при Лесной. картина П. Д. Мартена

В центре построилась русская гвардейская бригада М. М. Голицына (Семёновский, Преображенский полки и 2 батальона Ингерманландского полка). Правый фланг составила кавалерия генерал-майоров Шаумбурга и Штольца под общим командованием генерал-поручика принца Гессен-Дармштадтского, левый фланг — кавалерия генерал-поручика Г. К. Флуга и генерал-майора Бёма; общее командование левым флангом принял генерал-поручик артиллерии Я. В. Брюс. Вторую линию составили 6 драгунских полков, подкреплённые батальонами Астраханского и Ингерманландского полка. Жёсткость строя скрепляли гренадеры гвардейских полков и Ростовский драгунский полк (шведы приняли их за третью линию). Общая численность русских войск составила около 10 тыс. человек. Численность шведов в битве составила 9 тыс. человек.
Основной бой длился с 13 до 19 часов с небольшим перерывом. Русские атаковали несколько раз, переходя от стрельбы к рукопашному бою. В середине дня противники настолько устали, что солдаты попадали на землю на расстоянии 200—300 шагов друг от друга и пару часов отдыхали прямо на поле боя: русские ожидали подхода отряда Р. Х. Баура, шведы — возвращения своего авангарда.
К 17:00 к Петру I подошло подкрепление — 4 тысячи драгун генерала Баура. Численность русских войск достигла 18 тыс. солдат. Имея численное превосходство, русские снова атаковали и загнали шведов к самой деревне и обозу. В то же время конница из отряда Баура обошла шведов с фланга и захватила мост через Леснянку, отрезав Левенгаупту путь к отступлению. Шведы оборонялись, используя деревню и обозные повозки как укреплённый лагерь. Подкреплённый вернувшимся авангардом, Левенгаупт сумел отбить у русских мост через речку. В 7 часов вечера стало темнеть. Погода испортилась — пошёл дождь со снегом. Атаки русских прекратились, однако Пётр I приказал поставить на прямую наводку свою артиллерию, которая стала обстреливать шведский лагерь. Шведы отвечали. Артиллерийская дуэль продолжалась в темноте до 10 вечера. Левенгаупт понял, что не сможет спасти весь обоз — с тяжело гружёными повозками его войска не смогли бы оторваться от преследования. Поэтому ночью шведы отступили, бросив половину обоза (3 тысячи повозок), артиллерию и всех своих тяжело раненых. Для обмана противника они разожгли в лагере бивуачные костры, а сами ушли, переправившись через Леснянку. Много шведов дезертировало.
Утром, обнаружив отступление шведов, Пётр I послал преследовать их отряд под командованием генерал-поручика Гебхарда Флуга. Флуг догнал Левенгаупта у Пропойска, где переправа была уже уничтожена русскими. Левенгаупт вынужден был бросить вторую половину обоза (почти 4 тысячи повозок) и переправиться через реку Сож у деревни Глинка. Одной из главных причин столь большого урона, понесённого шведами при отступлении, был беспорядок, простиравшийся до такой степени, что солдаты в обозе откупорили бочки с вином и предались пьянству.
Шведскому командованию удалось собрать 3 451 пехотинца и 3 052 кавалериста (в т.ч. 1749 драгун). Причём полковнику А. Венерстеду удалось сохранить дисциплину в кавалерийских частях.
Остатки корпуса Левенгаупта ускоренным маршем продолжили движение к главным силам Карла XII, имея с собой только личное оружие. 15 (26) октября они соединились с главными силами шведской армии.

## Потери

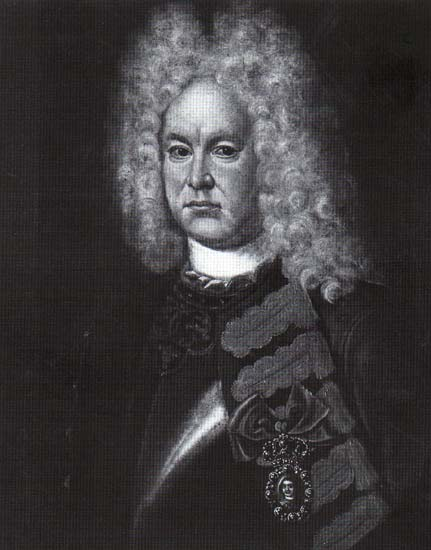
Родион Баур

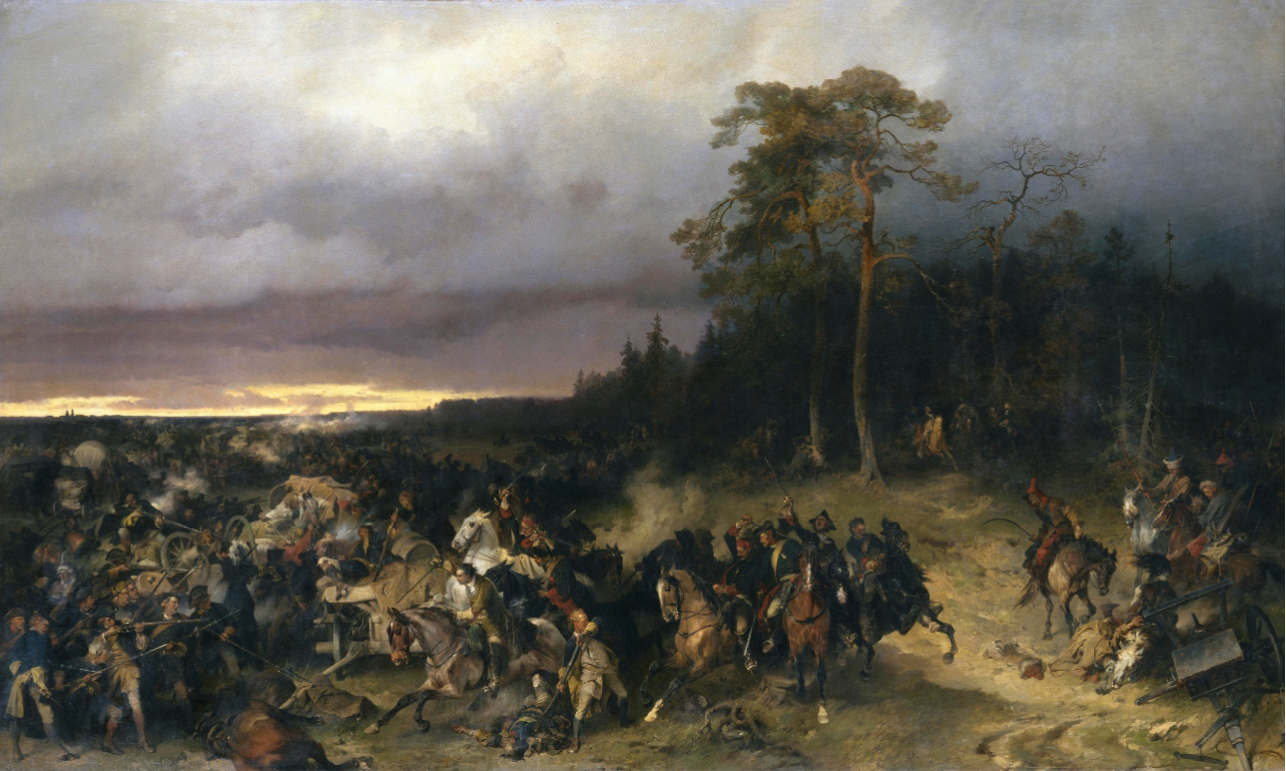
Сражение русских со шведами при деревне Лесной 28 октября 1708 года. А. Коцебу, 1870 год

По русским данным, потери шведов у Лесной составили 8 тысяч убитыми и ранеными и около 1 тысячи пленными. Были захвачены все шведские знамёна и огромный обоз с трёхмесячным запасом продовольствия, артиллерией, оружием и боеприпасами для армии Карла XII.
В. Артамонов подсчитывает, что из корпуса численностью 12 950 человек 877 попало в плен, а 1,5 тысячи солдат и офицеров через всё Великое княжество Литовское вернулись в Лифляндию, и только 6,7 тысяч (или 6503 чел. по ведомости шведских главных сил о принятии на довольствие) Левенгаупт смог привести своему королю. Таким образом, во время преследования корпуса Левенгаупта и битвы потери шведов составили 3873 человек убитыми, а общие кровавые потери шведов достигали 6500 человек.
Общий урон русских составил, по минимальным оценкам российских источников, около 4 тысяч человек (1111 убито и 2856 ранено). Российский историк П. А. Кротов доводит число российских потерь до 4081 человека (70 офицеров убито и тяжело ранено, 1277 солдат убито, 2734 ранено).
- В Ингерманландском полку — ранено 22 офицера (включая бригадира, полковника, подполковника и 4 капитанов) и 361 нижний чин; убито 8 офицеров и 354 рядовых.
- В Семёновском лейб-гвардии полку — 141 убито и 664 ранено (почти половина состава).
- В Преображенском лейб-гвардии полку — 52 офицера убито и 21 ранено; из нижних чинов убито и ранено 1551 человек. То есть всего в 3 главных полках пехоты — 3174 человек убито и ранено (не считая неизвестных точно потерь присоединённого батальона Астраханского пехотного полка).

Из известных полководцев с российской стороны получил смертельную рану генерал-поручик русской кавалерии принц Гессен-Дармштадтский.
Был тяжело ранен генерал-поручик кавалерии Р. Х. Баур — пуля вошла в рот и вышла через шею со стороны затылка («В рыло, и язык почти вывалился», — как глумливо отзывались позже шведы). Генерал-поручика, у которого отнялась рука и нога, вытащили из боя, и он оставался в бессознательном состоянии до 30 сентября.
Активнейший и смелый кавалерийский командир был потерян для русской армии на несколько месяцев. Ещё 4 декабря 1708 года, оправляясь в Москве от ран, он не мог владеть правой рукой, однако под Полтавой он уже бился со свойственным ему геройством и распорядительностью). Князь Михаил Щербатов был ранен в обе руки и ногу.
Дивизию Баура принял князь Александр Меншиков.
За опоздание к бою генерал-майор Н. Г. фон Верден был лишён команды.
В шведской армии дезертиры, бежавшие обратно в Прибалтику, получили наказания и денежные штрафы. Из них в Риге были сформированы 2 гарнизонных полка.

## Оценка
Пётр I назвал эту победу «матерью Полтавской победы», поскольку армия Карла осталась без резервов, боеприпасов, что значительно ослабило её силы, а также потому что битву при деревне Лесной и Полтавскую битву разделяют 9 месяцев. Спустя несколько лет Пётр писал:

«Сия у нас победа может первая назваться, понеже над регулярным войском никогда такой не бывало, к тому же ещё гораздо меньшим числом будучи пред неприятелем, и поистине оная виною всех благополучных последований России, понеже тут первая проба солдатская была, и людей конечно ободрила, и мать Полтавской баталии как ободрением людей, так и временем, ибо по девятимесячном времени оное младенца щастие принесла, егда совершенного ради любопытства кто желает исчислять от 28 сентября 1708 до 27 июня 1709 года»

Существует мнение, что серьёзным просчётом русского командования было включение в состав «Корволанта» незначительного числа артиллерии (30 орудий) и её малый калибр. Но корволант и формировался как мобильный отряд, поэтому если бы в состав корволанта было включено много орудий, да к тому же больших калибров, то это существенно понизило бы его мобильность и могло не позволить ему нагнать отряд Левенгаупта.
Артиллерийский парк корпуса Баура не успел подойти вовремя к сражению вместе с большинством частей пехоты из его состава. Это сделало баталию более долгой и более кровопролитной для войск Петра I и позволило армии шведов в целом успешно отступить в вагенбург и укрепиться там. Российская армия не решилась его атаковать без сильной артиллерийской поддержки, и это позволило шведам в относительном порядке отступить к главным силам Карла XII.
При этом стратегическая задача перехвата огромного провиантского обоза (из почти 8 тыс. фур более 4 тыс. возов было оставлено у Лесной, 3 тыс. возов было брошено у Пропойска, а большая часть оставшихся была брошена шведами в ходе дальнейшего отступления) была выполнена русскими полностью, и главные шведские силы после прихода остатков «Прибалтийской армии» (6500―6700 чел.) и не доставивших буквально ничего, были вынуждены кардинально менять свои стратегические планы.
Однако полностью реализовать операцию по окружению и уничтожению «Прибалтийской армии» русским войскам не удалось — несмотря на большое неравенство сил, Левенгаупт смог прорвать стратегическое окружение и, сохранив половину армии, выйти на соединение с главной армией шведов, правда, утратив весь обоз с провиантом и боеприпасами.
Словацкий евангелист Даниел Крман в своём дневнике, написанном на латинском языке, рассказывает про влияние битвы у Лесной на решение Мазепы присоединиться к шведам: «Также, когда его (Мазепу) посетил сначала граф Левенгаупт, говорят, что он сказал, что героическая или весьма выдающаяся доблесть этого графа в недавнем деле у села Лышна (Лесная) между реками Днепр и Сож побудила его самого ускорить переход к шведскому королевскому величеству, в особенности увидев, как этот граф с таким небольшим отрядом своих людей храбро задерживал три дня такую массу врагов и с лучшей частью своего войска вошёл в самое средоточие неприятелей, переправившись вплавь на лошадях через опасные реки, чтобы суметь раздавить самого врага всеми силами, идя с таким трудом на риск битвы».
Одним из последствий битвы при Лесной является капитуляция остатков шведской армии при Переволочне, так как после потери обозов обеспеченность шведов порохом, продовольствием и фуражем резко снизилась, что вместе с поражением под Полтавой способствовало падению морального духа в армии.
Два разгрома: при Лесной и под Полтавой, заставили шведские сухопутные силы принять тактику уклонения от генеральных сражений с русской армией во второй половине Северной войны 1710—1721 гг., а также в трёх последних шведских войнах с Россией: в 1741—1743, 1788—1790 и 1808—1809 гг. (это не случилось с военно-морским флотом шведов).

## Награды
За отличие в битве М. М. Голицын получил чин генерал-поручика.
На Кадашёвском монетном дворе Москвы были отчеканены 4618 серебряных медалей диаметром 28 мм для раздачи нижним чинам — участникам битвы, которые носили их на Андреевской ленте. Для офицеров выпустили 6 типов золотых медалей достоинством 13, 6, 5, 3, 2 и 1 червонец в зависимости от чина и заслуг (всего 1140 золотых наград).

## Память о битве

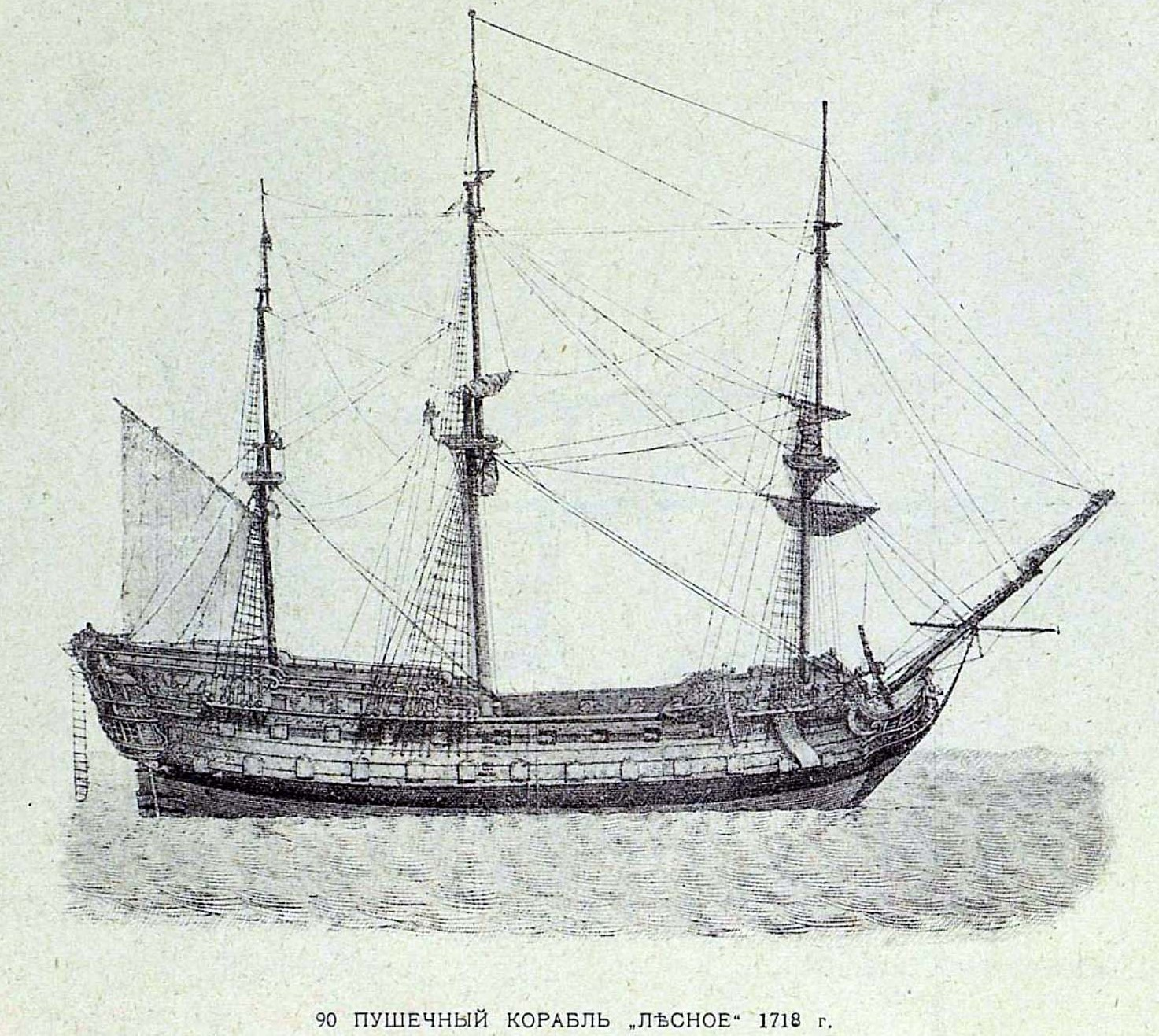
90-пушечный линейный корабль 1-го ранга «Лесное» (1718)

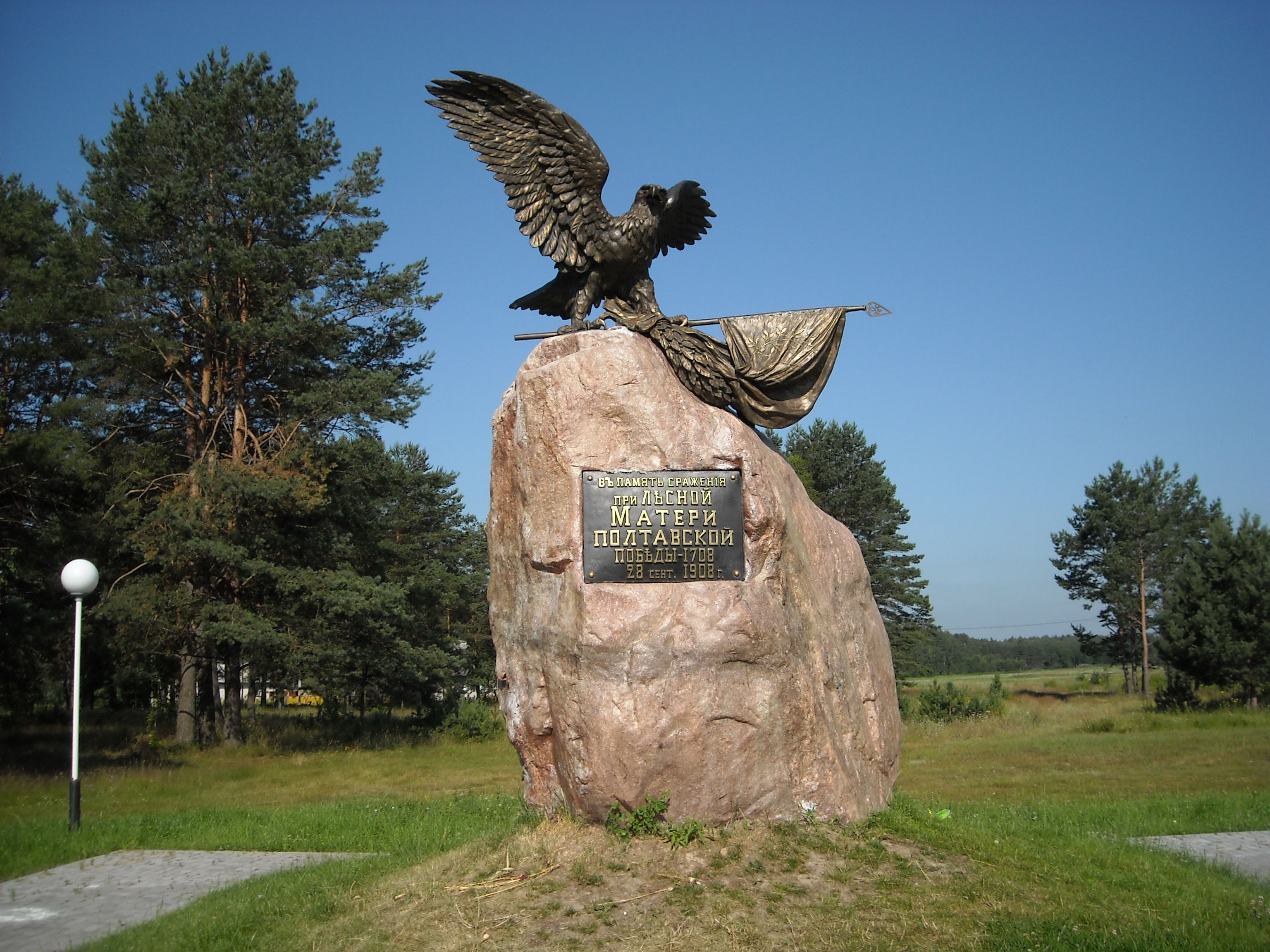
Памятник в честь 200-летия победы

В 1718—1829 годах четыре парусных линейных корабля Российского Императорского флота (90-пушечный 1718 года, 66-пушечный 1743 года, 74-пушечный 1811 года и 74-пушечный 1829 года) последовательно носили имя «Лесное».
К 200-летию битвы при Лесной в 1908 году около деревни был установлен памятник в виде отлитого из бронзы орла, повергшего вражеское знамя (скульптор — А. Обер), и построен Свято-Петро-Павловский храм-памятник, в котором в советские годы находился музей битвы под Лесной. В начале 1990-х здесь снова открыли храм. В день 300 летия битвы в 2008 году вновь открылся музей недалеко от храма, в часть экспозиции входят: оружие, монеты, знамёна, фотокопии документов и мини-панорама сражения.
На местном кладбище находится братская могила павших воинов с установленным мраморным обелиском в виде стелы с памятной надписью.